# Unijunction-transistor
 For alternative betydninger, se Unijunction-transistor (flertydig). (Se også artikler, som begynder med Unijunction-transistor)
En unijunction-transistor (UJT) eller dobbelt-basis diode er en ikke særlig udbredt elektronisk halvlederenhed. som kun har én pn-overgang.
En unijunction-transistor er en enkel enhed, som grundlæggende set er en lille pind af N-type halvledermateriale i hvilken en P-type materiale er blevet doterede langs noget af pindens længde, og som er med til at definere enhedsparameteren {\displaystyle \eta }. 2N2646 er den almindeligste version af UJT.
UJT har tre terminaler: En emitter (E) og to baser (B1 og B2). Basen udgøres af n-type pind af silicium. To ohmske kontakter B1 og B2 er sat på dens ender. Emitteren er af p-type og den er mere doteret. Modstanden mellem B1 og B2, når emitteren en uforbundet, kaldes interbase modstanden.
En UJT findes også med en p-type pind og n-type emitter. Den kaldes for en komplementær unijunction-transistor (CUJT, forkortet fra engelsk complementary unijunction-transistor).
En UJT er fx anvendelig i simple oscillatorkredsløb.
Unijunction-transistoren var populære i hobbyelektronik kredsløb i 1970'erne og tidlige 1980'erne, fordi de muliggjorde simple oscillatorer med kun én aktiv enhed. Senere, da IC'ere blev billigere og mere almindelige, såsom 555 timer IC'en, svandt UJT-anvendelsen ind.

## Opfindelse
Unijunction-transistoren blev opfundet som biprodukt af forskning med germanium tetrode-transistorer ved General Electric.
Unijunction-transistoren blev patenteret i 1953. Kommercielt fremstilles unijunction-transistorer med silicium.